# Vladas Mikėnas
Vladas Mikėnas (Tallinn, 17 aprile 1910 – Vilnius, 3 novembre 1992) è stato uno scacchista estone naturalizzato lituano (sovietico dal 1939).
Nato in Estonia, all'età di 21 anni emigrò in Lituania, paese da cui provenivano i suoi avi. Partecipò con la Lituania a cinque olimpiadi degli scacchi dal 1931 al 1939. Vinse undici volte (nel periodo 1933-1965) il campionato della Lituania.
Ottenne il titolo di Maestro Internazionale nel 1950 (anno dell'istituzione del titolo da parte della FIDE) e di Grande maestro "Honoris Causa" nel 1987.
Dopo il 1939, anno in cui la Lituania fu annessa all'Unione Sovietica, partecipò a dieci campionati sovietici.
Altri risultati:
- 1930: vince il campionato dell'Estonia
- 1945: vince il campionato delle Repubbliche Baltiche (ripetuto nel 1965)
- 1946: vince (fuori concorso) il Campionato della Georgia
- 1948: pareggia un match di qualificazione (7-7) contro Rašid Nežmetdinov
- 1954: vince il torneo quadrangolare di Vilnius (davanti a Ratmir Cholmov e Vjačeslav Ragozin)
- 1959: 2º a Riga dietro a Boris Spasskij
- 1971: 1º a Lublino

Nel 1985 arbitrò a Mosca, assieme al bulgaro A. Malčev, il match di campionato del mondo tra Anatolij Karpov e Garri Kasparov (2º match Karpov-Kasparov dopo l'annullamento di quello del 1984), vinto da Kasparov.

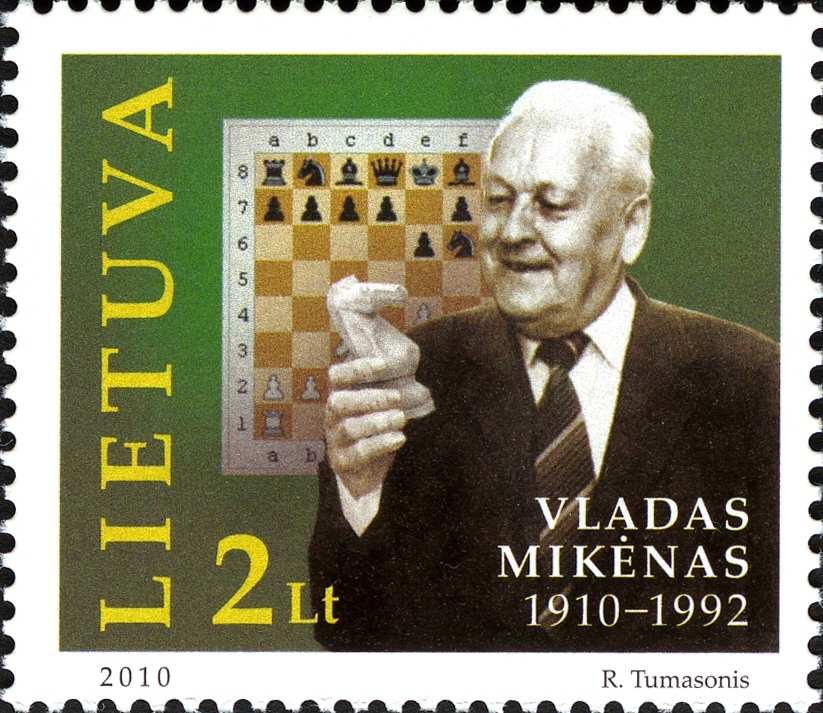
Vladas Mikėnas 2010 Lithuanian stamp

Due varianti di apertura prendono il suo nome:
- variante Mikėnas della Moderna Benoni: 1. d4 Cf6 2. c4 c5 3. d5 e6 4. Cc3 exd5 5. cxd5 d6 6. e4 g6 7. f4 Bg7 8. e5
- variante Flohr-Mikėnas della partita Inglese: 1. c4 Nf6 2. Cc3 e6 3. e4

Mikėnas era anche un forte giocatore per corrispondenza. Vinse con la Lituania il campionato europeo per corrispondenza a squadre 1966-1970 (Eberhard-Wilhelm Cup).
Nel 1932 pubblicò il primo libro di scacchi scritto in lingua lituana: Šachmatų vadovėlis (Manuale di scacchi).
Nel 2010, per celebrare il centenario della sua nascita, la Lituania ha emesso un francobollo che lo ritrae.

## Partite notevoli
- Mir Sultan Khan - Vladas Mikėnas, olimpiadi di Folkestone 1933  Inglese simmetrica A34
- Vladas Mikėnas - Salo Flohr, olimpiadi di Folkestone 1933  Caro-Kann var. Panov
- Aleksandr Alechin - Vladas Mikėnas, Kemeri 1937  difesa Gruenfeld D74
- Andor Lilienthal - Vladas Mikėnas, olimpiadi di Stoccolma 1937  difesa Gruenfeld D93
- Vladas Mikėnas - Michail Botvinnik, Campionato URSS 1940  Nimzoindiana E34
- Vladas Mikėnas - Vasilij Smyslov, Kuibyšev 1942  Vecchia indiana A53
- Tigran Petrosjan - Vladas Mikėnas, Tbilisi 1944  difesa Alechin B05
- Vladas Mikėnas - Aleksandr Kotov, Campionato URSS 1949  Olandese, gamb. Staunton
- Paul Keres - Vladas Mikėnas, Campionato URSS 1955  Siciliana B88
- Vladas Mikėnas - Michail Tal', Riga 1959  Siciliana var. Najdorf